# Hydrophorus
Hydrophorus är ett släkte av tvåvingar. Hydrophorus ingår i familjen styltflugor.

## Bildgalleri

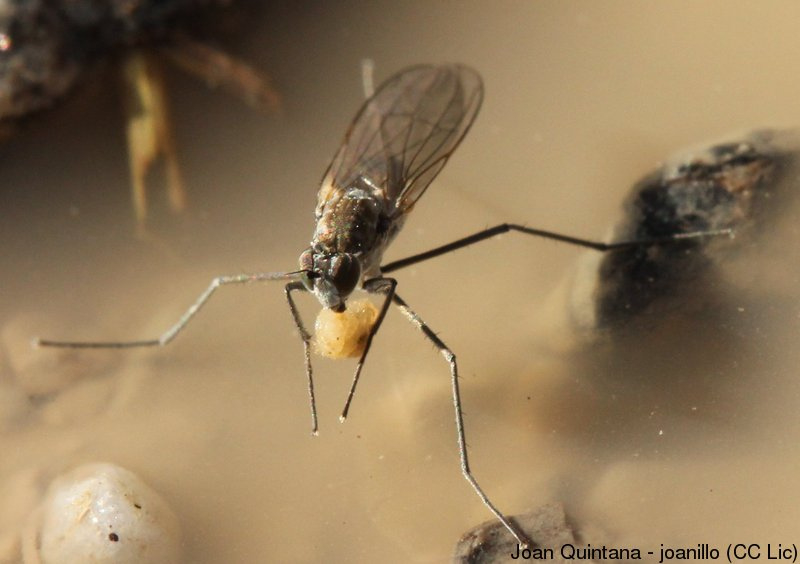

## Dottertaxa tillHydrophorus, i alfabetisk ordning[1][2]
- Hydrophorus aestuum
- Hydrophorus agalma
- Hydrophorus albiceps
- Hydrophorus alboflorens
- Hydrophorus albopictus
- Hydrophorus albosignatus
- Hydrophorus algens
- Hydrophorus alpinus
- Hydrophorus altivagus
- Hydrophorus amplectens
- Hydrophorus ampullaceus
- Hydrophorus angustifacies
- Hydrophorus antarcticus
- Hydrophorus aquatilis
- Hydrophorus arambourgi
- Hydrophorus arcticus
- Hydrophorus arnaudi
- Hydrophorus aureifacies
- Hydrophorus baicalensis
- Hydrophorus balticus
- Hydrophorus bipunctatus
- Hydrophorus borealis
- Hydrophorus bovatus
- Hydrophorus brachyclypeus
- Hydrophorus brevicauda
- Hydrophorus breviseta
- Hydrophorus brunneifacies
- Hydrophorus brunnicosus
- Hydrophorus callostomus
- Hydrophorus canescens
- Hydrophorus canities
- Hydrophorus carmichaelii
- Hydrophorus chappuisi
- Hydrophorus christopherseni
- Hydrophorus chrysologus
- Hydrophorus cinipunctus
- Hydrophorus claripennis
- Hydrophorus cognatus
- Hydrophorus congoensis
- Hydrophorus diminuatus
- Hydrophorus dioktes
- Hydrophorus dreisbachi
- Hydrophorus eldoradensis
- Hydrophorus elevatus
- Hydrophorus emelijanovi
- Hydrophorus emeljanovi
- Hydrophorus extrarius
- Hydrophorus femoratus
- Hydrophorus ferruginus
- Hydrophorus flavihirtus
- Hydrophorus flavipennis
- Hydrophorus freyi
- Hydrophorus fumipennis
- Hydrophorus geminus
- Hydrophorus glaber
- Hydrophorus grisellus
- Hydrophorus harmstoni
- Hydrophorus henanensis
- Hydrophorus hesperius
- Hydrophorus hirpicifer
- Hydrophorus hydrophylax
- Hydrophorus incisicornis
- Hydrophorus innotatus
- Hydrophorus irinae
- Hydrophorus jeanneli
- Hydrophorus kolensis
- Hydrophorus koznakovi
- Hydrophorus kuscheli
- Hydrophorus laticornis
- Hydrophorus litoreus
- Hydrophorus maculipennis
- Hydrophorus magdalenae
- Hydrophorus manicatus
- Hydrophorus mexicanus
- Hydrophorus minimus
- Hydrophorus monodi
- Hydrophorus myllomerus
- Hydrophorus nebulosus
- Hydrophorus nervosus
- Hydrophorus nigrihalteratus
- Hydrophorus nilicola
- Hydrophorus norvegicus
- Hydrophorus oceanus
- Hydrophorus ochraceus
- Hydrophorus ochrifacies
- Hydrophorus pacificus
- Hydrophorus parvisetus
- Hydrophorus parvus
- Hydrophorus patagonicus
- Hydrophorus pectinatus
- Hydrophorus pectinipes
- Hydrophorus pensus
- Hydrophorus phaeopteryx
- Hydrophorus phalarus
- Hydrophorus philombrius
- Hydrophorus phoca
- Hydrophorus pilipes
- Hydrophorus pilitarsis
- Hydrophorus plautus
- Hydrophorus poliogaster
- Hydrophorus polychaetus
- Hydrophorus ponojensis
- Hydrophorus praecox
- Hydrophorus qinghaiensis
- Hydrophorus rasnitsyni
- Hydrophorus regularis
- Hydrophorus rhionopous
- Hydrophorus rogenhoferi
- Hydrophorus rufibarbis
- Hydrophorus rufinasutus
- Hydrophorus signifer
- Hydrophorus sodalis
- Hydrophorus solitarius
- Hydrophorus spinicornis
- Hydrophorus starkus
- Hydrophorus tibetanus
- Hydrophorus titicaca
- Hydrophorus trichaspis
- Hydrophorus tristanensis
- Hydrophorus vaalensis
- Hydrophorus variinasutus
- Hydrophorus williamsi
- Hydrophorus viridifacies
- Hydrophorus viridis
- Hydrophorus zaitzevianus